# أبروج (تنغاية)
أبروج هو دُوَّار يقع بجماعة باب تازة، إقليم شفشاون، جهة طنجة تطوان الحسيمة في المملكة المغربية. ينتمي الدوّار لمشيخة تنغاية التي تضم 6 دواوير. يقدر عدد سكانه بـ 571 نسمة حسب الإحصاء الرسمي للسكان والسكنى لسنة 2004.

## وصلات خارجية
- البوابة الوطنية للجماعات الترابية
- المندوبية السامية للتخطيط